# Tabor, Iowa
Tabor är en ort i Fremont County, och Mills County, i Iowa. Vid 2010 års folkräkning hade Tabor 1 040 invånare.